# Manhattanowie
Manhattanowie, klan Lenapów – plemienia Indian Ameryki Północnej zamieszkującego pierwotnie obszar dzisiejszych stanów Nowy Jork i New Jersey. Manhattanowie do historii przeszli jako ci, od których – w dniu 6 maja 1626 roku – Peter Minuit za symboliczną kwotę 60 guldenów holenderskich (około 24 dolarów) odkupił wyspę Manhattan.
Jest jeszcze wcześniejsza wiadomość o Manhattanach, którzy w roku 1609 zaatakowali oddziałek Henry’ego Hudsona, gdy ten płynął w dół rzeki dzisiaj noszącej jego imię. Hudson okupił się Indianom sporą ilością alkoholu. Stąd też podwójna etymologia słowa „manhattan”: pierwsza wersja mówi o połączeniu dwóch słów indiańskich – „manah” (wyspa) i „atin” (wzgórze); druga – mniej popularna – że oznacza to „manhachtanik” (miejsce, gdzie upiliśmy się).